# Simulium caledonense
Simulium caledonense is een muggensoort uit de familie van de kriebelmuggen (Simuliidae). De wetenschappelijke naam van de soort is voor het eerst geldig gepubliceerd in 1986 door Adler and Currie.